# Så lyser din krona nu, Kung Gustaf, dubbelt dyr
Så lyser din krona nu, kung Gustaf, dubbelt dyr är en visa av Carl Michael Bellman, tillkommen för att hylla kung Gustav III:s statskupp den 19 augusti 1772. Sången blev mycket populär, spreds över hela landet och blev en verklig folksång. Tillsammans med Gustafs skål fungerade den under den gustavianska tiden som en form av inofficiell nationalsång.